# Hellboy - Eroul scăpat din Infern

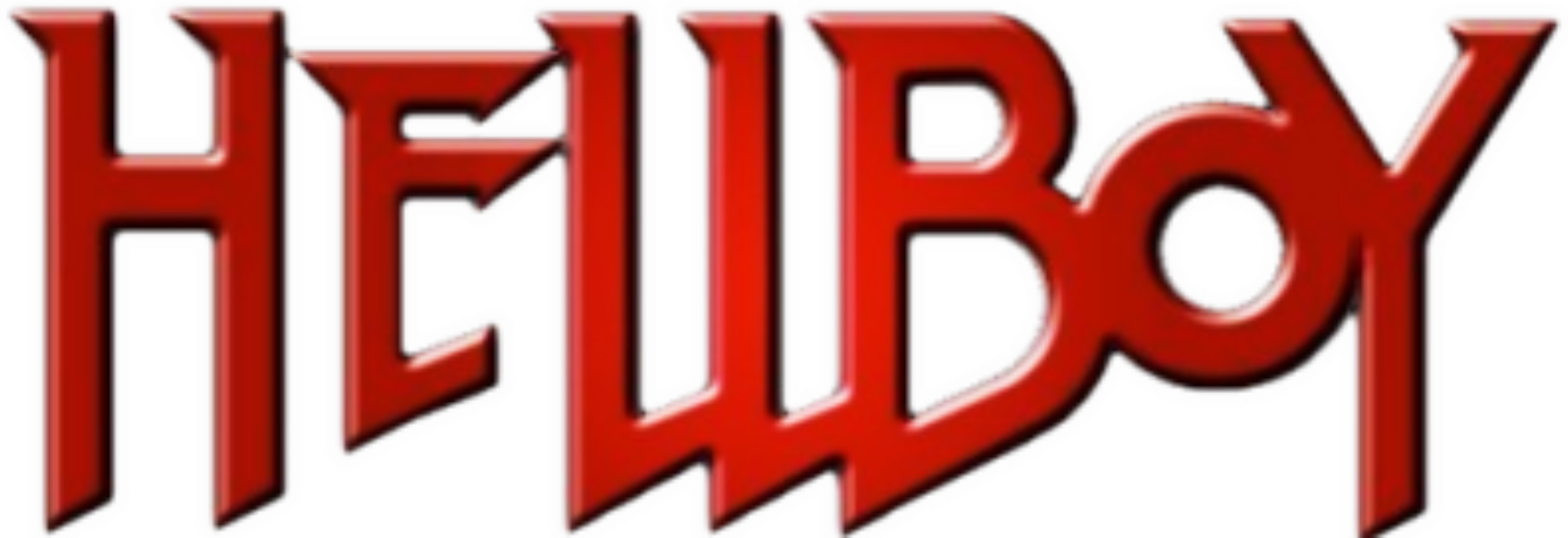
Sigla filmului

Hellboy - Eroul scăpat din Infern (titlu original: Hellboy) este un film american din 2004 regizat de Guillermo del Toro după o poveste de del Toro și Peter Briggs bazată pe personajul omonim creat de Mike Mignola. Rolurile principale au fost interpretate de actorii Ron Perlman, Selma Blair și Jeffrey Tambor.

## Prezentare
În film, un supererou demonic transformat într-o bestie cunoscută sub numele de Hellboy lucrează în secret pentru a proteja lumea de amenințările paranormale împreună cu echipa sa, Biroul de Cercetare și Apărare Paranormală.

## Distribuție
- Ron Perlman - Hellboy
- John Hurt - Trevor Bruttenholm
  - Kevin Trainor - Tânărul Trevor Bruttenholm
- Selma Blair - Liz Sherman
  - Millie Wilkie - Tânăra Liz Sherman
- Rupert Evans - John „Johnny” Myers
- Karel Roden - Grigori Rasputin
- Jeffrey Tambor - Tom Manning
- Doug Jones - Abe Sapien
  - David Hyde Pierce - vocea lui Abe Sapien (nemenționat)
- Brian Steele - Samael
- Ladislav Beran - Karl Ruprecht Kroenen
- Bridget Hodson - Ilsa Haupstein
- Corey Johnson - Agent Clay
- Brian Caspe - Agent Lime
- James Babson - Agent Moss
- Stephen Fisher - Agent Quarry
- William Hoyland - generalul Klaus Von Krupt
- Angus MacInnes - sergent Whitman
- Jim Howick - Caporalul Matlin